# Trường Đại học Ngoại ngữ – Tin học Thành phố Hồ Chí Minh
Trường Đại học Ngoại ngữ – Tin học Thành phố Hồ Chí Minh (tiếng Anh: Ho Chi Minh City University of Foreign Languages – Information Technology, tên viết tắt: HUFLIT) là một đại học tư thục tại Việt Nam, được thành lập theo quyết định số 616/TTg 26 tháng 10 năm 1992 của Thủ tướng Chính phủ Võ Văn Kiệt. Đến năm 2015, trường đã chuyển đổi từ loại hình trường Đại học dân lập sang loại hình trường Đại học tư thục. Trường hiện nằm ở số 828 Sư Vạn Hạnh, phường Hòa Hưng, thành phố Hồ Chí Minh.

## Chủ sở hữu
Trường xuất phát điểm từ trường đại học dân lập, trường được thành lập và thuộc quyền sở hữu của ông Huỳnh Thế Cuộc.

## Lịch sử
Trường Đại học Dân lập Ngoại ngữ - Tin học Thành phố Hồ Chí Minh được thành lập ngày 26 tháng 10 năm 1992 theo quyết định số 616/TTg của Thủ tướng Chính phủ Võ Văn Kiệt. Tiền thân của Trường là Trường Ngoại ngữ và Tin học Sài Gòn (1992). Tại Quyết định số 1757/QĐ-TTg ngày 15-10-2015 của Thủ tướng Chính phủ cho phép chuyển đổi loại hình trường Đại học Ngoại ngữ - Tin học Thành phố Hồ Chí Minh từ loại hình trường Đại học dân lập sang loại hình trường Đại học tư thục.
Tính đến năm 2003 – 2004, gần bốn ngàn cử nhân khoa học, chuyên viên các ngành Ngoại ngữ (chuyên ngành sư phạm, biên – phiên dịch, hành chính văn phòng), Công nghệ thông tin (chuyên ngành hệ thống thông tin, mạng viễn thông), Đông Phương học (Trung Quốc học, Nhật Bản học, Hàn Quốc học và Việt Nam học dành cho người nước ngoài), Du lịch – Khách sạn, Quản trị kinh doanh, và từ năm học 2004 trở đi trường mở hệ đào tạo ngành Quan hệ quốc tế và tiếng Anh (theo kiểu song ngành), đồng thời tiến tới mở chuyên ngành Thái Lan học.
Ngày 22 tháng 11 năm 2016, trường đã tổ chức tọa đàm quốc tế "Sự chuẩn bị và đón đầu xu thế của giáo dục đại học khi Việt Nam gia nhập Cộng đồng Kinh tế ASEAN" có sự tham gia của các Tổng Lãnh sự, Lãnh sự,...
Năm 2019, trường thành lập thêm Khoa Luật dựa trên nền tảng Bộ Môn Luật.

## Các khoa
Trường có 09 Khoa, 02 Bộ môn, 04 Phòng, 03 Ban, 02 Thư viện và 03 Trung tâm trực thuộc với số lượng CBNV và giảng viên thay đổi và đáp ứng theo nhu cầu thực tế.
- Khoa Ngoại ngữ
- Khoa Công nghệ Thông tin
- Khoa Ngôn ngữ và Văn hóa phương Đông
- Khoa Quản trị Kinh doanh
- Khoa Du lịch - Khách sạn
- Khoa Quan hệ Quốc tế và Truyền thông
- Khoa Lý luận Chính trị
- Khoa Kinh tế - Tài chính
- Khoa Luật

## Giải thưởng quốc gia
- Huân chương Lao động hạng III năm 2007.[3]
- 7 bằng khen của Thủ tướng Chính phủ Việt Nam (2002 – 2007).[3]

## Hoạt động đối ngoại
Từ tháng 7 - 8/2023, Văn phòng Tiếng Anh khu vực (RELO) thuộc Đại sứ quán Hoa Kỳ tại Việt Nam triển khai các chương trình tập huấn phương pháp thẩm định thông tin và truyền thông trong giảng dạy tiếng Anh cho giáo viên, giảng viên trên khắp Việt Nam. Tại TP.HCM, HUFLIT đã phối hợp cùng RELO để triển khai các nội dung đào tạo.

Tại TP.HCM, RELO đã cùng Trường ĐH Ngoại ngữ - Tin học TP. Hồ Chí Minh (HUFLIT) phối hợp thực hiện chương trình ý nghĩa này, với tên gọi “Thẩm định thông tin và truyền thông trong giảng dạy tiếng Anh” (Media Literacy) do TS. Elizabeth Plummer - Tiến sĩ Ngoại ngữ và ESL, Trường ĐH Iowa, Hoa Kỳ là tập huấn viên. Chương trình diễn ra vào đầu tháng 8/2023 và thu hút gần 40 giảng viên, giáo viên tiếng Anh từ các trường đại học và THPT trên địa bàn TP.HCM tham dự.
Phát biểu khai mạc buổi lễ, PGS.TS. Nguyễn Ngọc Vũ – Phó Hiệu trưởng HUFLIT - gửi lời cảm ơn đến RELO, TLSQ Hoa Kỳ tại TP.HCM đã tin tưởng đồng hành cùng HUFLIT tổ chức sự kiện này, đồng thời cho biết HUFLIT sẽ cố gắng duy trì các hoạt động như thế này thường xuyên để nâng cao chuyên môn giảng dạy, nâng cao chất lượng đào tạo.
Đáp lại, ông Tony Jones cho biết các hoạt động hợp tác và tập huấn này là ví dụ chứng minh cam kết của TLSQ để phát triển mối quan hệ giữa hai nước, và điều này luôn được ưu tiên hàng đầu đối với Đại sứ quán và TLSQ Hoa Kỳ.

Chương trình được tổ chức trong không gian lớp học thông minh với bàn ghế được sắp xếp phù hợp cho các hoạt động làm việc nhóm, góp phần nâng cao chất lượng buổi học. Các nội dung như Creating/Adapting Lesson Plans, Producing Media/Engaging Students, Building a Professional Development on Media Literacy for Colleagues lần lượt được TS. Plummer truyền tải xen kẽ với nhiều hình thức trực quan sinh động, khiến người tham gia thích thú và tự tin thể hiện quan điểm, ý kiến. 

Các hoạt động diễn ra sôi nổi có thể kể đến như: Hoạt động làm quen - chuyền bóng và trả lời các câu hỏi về Digital/Media, từ đó cùng nhau bàn luận về thuật ngữ: Media, Information, Technology; Hoạt động "Telephone" tìm hiểu về tính "tam sao thất bản" của tin tức cũng như sự đa dạng của tin tức dưới mỗi góc nhìn của mỗi cá thể; Hoạt động thảo luận đôi: Học sinh sử dụng media để làm gì trong cuộc sống? TS. Plummer cũng đưa ra một số trang web giúp kiểm tra tính xác thực của thông tin như: snopes.com; factcheck.com; politifact.com. 

Phan Quang Trường – sinh viên năm 4 HUFLIT - chia sẻ khi tham gia chương trình: “Em cảm thấy mình có được khả năng sử dụng những công cụ khác nhau để chọn lọc thông tin tốt hơn. Một buổi workshop khiến em bất ngờ vì không đưa ra quá nhiều thông tin hoặc những slides đầy chữ mà để người tham gia được trải nghiệm và tự nhận ra các bài học qua các hoạt động tương tác khác nhau: giữa người tham gia với nhau, giữa các nhóm, giữa người tham gia với diễn giả. Thật sự rất thú vị và đáng nhớ”. 
Có thể nói, chương trình đã cung cấp các công cụ dạy kỹ năng thẩm định thông tin và truyền thông trong các môn học tiếng Anh, giúp giáo viên xây dựng giáo án để người học phát triển kỹ năng thẩm định thông tin và áp dụng kiến thức vào thực tế. Qua đó, góp phần nâng cao năng lực dạy và học tiếng Anh tại Việt Nam, đồng thời tăng cường hiểu biết lẫn nhau và thúc đẩy quan hệ đối tác toàn diện giữa hai nước.

## Lễ kỷ niệm 30 năm thành lập Trường
Ngày 30 tháng 10 năm 2022, tại Hội trường cơ sở Hóc Môn, Trường Đại học Ngoại ngữ - Tin học thành phố Hồ Chí Minh (HUFLIT) long trọng tổ chức Lễ kỷ niệm 30 năm thành lập trường (1992 - 2022).
Với mong muốn "xây dựng một nguồn nhân lực có ngoại ngữ, có tin học để đáp ứng những cơ hội khi các nhà đầu tư nước ngoài xuất hiện ở Việt Nam"(*), năm 1992 Nhà giáo ưu tú Huỳnh Thế Cuộc đã đặt những viên gạch đầu tiên, thành lập nên Trường Dân lập Ngoại ngữ và Tin học Sài Gòn, là tiền thân của Trường Đại học Ngoại ngữ - Tin học Thành phố Hồ Chí Minh ngày nay. 
Ngay từ những ngày đầu, Hội đồng sáng lập Trường đã xác định rõ chất lượng giáo dục chính là điều kiện cần và lợi ích của sinh viên, giảng viên sẽ là điều kiện đủ giúp HUFLIT vững bước trên con đường giáo dục. Đó chính là lý do các thế hệ lãnh đạo Trường luôn ra sức kiện toàn tổ chức, chủ trương dồn tất cả nguồn lực và thành tựu mà trường tích lũy qua từng thời kỳ để nâng cấp đội ngũ giảng viên, bồi đắp cơ sở vật chất lẫn tri thức cho các lớp sinh viên kế tiếp. Trải qua hành trình gần ⅓ thế kỷ phụng sự, cống hiến cho giáo dục, với sự dẫn dắt của đội ngũ lãnh đạo tận tâm, tập thể sư phạm HUFLIT đã bước những bước thật dài trên hành trình giáo dục, cùng nhau kiến tạo nên những giá trị đầy tự hào và trở thành một trong những học hiệu uy tín nhận được sự tin tưởng của xã hội. 
Với những thành tích đạt được, Trường Đại học Ngoại ngữ - Tin học Thành phố Hồ Chí Minh đã vinh dự được nhà nước trao tặng huân chương lao động hạng III vào năm 2007. Sinh viên HUFLIT cũng gặt hái được nhiều thành tích tại các cuộc thi học thuật trong nước và quốc tế.
Là một trong những đơn vị tiên phong giảng dạy chuyên môn bằng ngoại ngữ, với 30 năm phụng sự xã hội, HUFLIT đã trở thành học hiệu uy tín, được bảo chứng bởi sự thành công của nhiều thế hệ sinh viên tại đa dạng các lĩnh vực. 
Tại buổi lễ, HUFLIT vinh dự được đón tiếp sự tham gia của PGS.TS. Nguyễn Văn Phúc –  Thứ trưởng Bộ Giáo dục và Đào tạo và PGS.TS. Dương Anh Đức - Phó Chủ tịch UBND TP. Hồ Chí Minh. Ông Nguyễn Văn Phúc cũng đã có những lời chia sẻ và chúc mừng đến tập thể sư phạm HUFLIT vì cột mốc 30 năm nỗ lực phát triển.
Với những cống hiến cho ngành giáo dục trong 30 năm qua, HUFLIT vinh dự được UBND TP.HCM trao tặng Cờ truyền thống như một minh chứng cho những thành tựu đáng tự hào. Nhân dịp này, UBND TP. HCM cũng trao cờ thi đua cho Nhà trường đã có thành tích hoàn thành xuất sắc nhiệm vụ năm học 2021-2022 và dẫn đầu trong khối thi đua thuộc thành phố, góp phần tích cực trong phong trào thi đua của thành phố. Đồng thời 02 cá nhân và 11 tập thể của nhà trường cũng nhận được bằng khen của Chủ tịch Ủy ban nhân dân thành phố Hồ Chí Minh vì đã có nhiều cống hiến trong công tác xây dựng trường giai đoạn 1992-2022, góp một phần nhỏ tích cực cho nền giáo dục Việt Nam.
Trong suốt hành trình 30 năm vững vàng sứ mệnh giáo dục, Trường Đại học Ngoại ngữ - Tin học Thành phố Hồ Chí Minh luôn nhận được sự quan tâm, chỉ đạo sâu sát của Bộ GD&ĐT, UBND TP.HCM cùng sự hỗ trợ của các đại sứ quán, lãnh sự quán các nước, các đối tác là những tập đoàn, doanh nghiệp trong và ngoài nước, hỗ trợ Nhà trường hoàn thành xuất sắc nhiệm vụ của mình, góp sức trong việc đào tạo nguồn nhân lực chất lượng cao cho đất nước. Cho đến nay, HUFLIT đã có quan hệ hợp tác với trên 9 tổ chức và hơn 90 trường đại học, viện nghiên cứu, quỹ hỗ trợ uy tín của nhiều quốc gia trên thế giới như Trường Đại học Griffith (Úc), Trường Đại học Pai Chai (Hàn Quốc), Đại học Yuanze - Nguyên Trí (Đài Loan, Trung Quốc)... Bên cạnh đó, HUFLIT cũng thường xuyên đẩy mạnh công tác tổ chức các hoạt động giao lưu, ký kết hợp tác, trao đổi giảng viên, trao đổi sinh viên, góp phần nâng cao trình độ chuyên môn, nghiên cứu của đội ngũ giảng viên và người học.
Cũng tại buổi lễ đã diễn ra hoạt động công bố 02 linh vật của HUFLIT là “Bác Gấu” và “Bạn Ong”. Bác Gấu và Bạn Ong là những biểu tượng giàu sức biểu đạt. Nếu như Bác Gấu đại diện cho các giá trị truyền thống, hình mẫu nhân vật cùng đồng hành và phát triển trong suốt 30 năm qua tại HUFLIT, thì Bạn Ong đại diện cho hệ giá trị trẻ trung, sáng tạo, phù hợp với thế hệ trẻ - sinh viên, học sinh tiềm năng. 
Tại khu vườn tri thức HUFLIT, Bác Gấu như một người trưởng bối với nhóm tính cách: ấm áp, ân cần, vững chãi, mạnh mẽ. Khi thì như một nhà giáo cần mẫn, chăm chút vườn hoa tri thức luôn ngát hương thơm cùng nhiều cây cao, bóng cả che chở cho những ai sống trong khu vườn đó. Khi thì như một nhà bác học với kiến thức uyên thâm sẵn sàng truyền dạy cho các thế hệ trẻ để có thể làm giàu thêm hành trang tri thức cho tương lai.
Ong là một loài vật chăm chỉ, cần cù, siêng năng, sáng tạo và cầu thị. Ong đại diện cho thế hệ sinh viên năng động, sáng tạo, luôn muốn trau dồi kiến thức để phát triển bản thân, được thu hút bởi vườn hoa của Bác Gấu mỗi khi bay đến. Đều đặn mỗi sáng, những chú Ong đều ghé thăm vườn và cũng từ đó thừa hưởng những tinh hoa, thành quả mà chính tay Bác Gấu đã vun trồng. Để rồi sau này khi trưởng thành, những chú Ong này sẽ ngày càng làm cho vườn hoa HUFLIT trở nên đầy hương sắc.
Hai nhân vật này đều mang trong mình hệ giá trị chung là “tử tế” và “học tập suốt đời”, phù hợp với triết lý giáo dục “hạnh phúc và tự do dựa trên nền tảng đạo đức và trí tuệ” của HUFLIT. 02 linh vật này sẽ cùng đồng hành trong nhiều hoạt động kết nối Nhà trường với sinh viên, là minh chứng trong nỗ lực lấy sinh viên làm trọng tâm của HUFLIT.
Là trường ngoài công lập đầu tiên tại khu vực phía Nam, trải qua 30 năm hình thành và phát triển, HUFLIT tự hào là nơi ươm mầm cho nhiều thế hệ tài năng trên mọi lĩnh vực. Trường hiện có 09 khoa, đào tạo 13 chuyên ngành gồm Công nghệ Thông tin, Ngôn ngữ Anh, Ngôn ngữ Trung Quốc, Đông phương học, Quan hệ Quốc tế, Tài chính - Ngân hàng, Kế toán, Quản trị kinh doanh, Kinh doanh Quốc tế, Quản trị dịch vụ du lịch và lữ hành, Quản trị khách sạn, Luật, Luật kinh tế. Bên cạnh chất lượng đào tạo vốn đã được khẳng định bởi sự thành công của nhiều thế hệ sinh viên, HUFLIT cũng nhận được sự đồng hành, hỗ trợ từ nhiều tập đoàn, doanh nghiệp hàng đầu tại đa dạng các lĩnh vực, qua đó giúp người học có thêm nhiều cơ hội tiếp cận môi trường lao động thực tiễn ngay từ khi còn ngồi trên ghế nhà trường. Đó cũng chính là một trong những thế mạnh nổi bật giúp sinh viên HUFLIT dễ dàng đáp ứng được những yêu cầu khắt khe của nhà tuyển dụng. Chứng kiến hành trình kế thừa - trưởng thành - vững bước của nhiều thế hệ sinh viên và cả tập thể sư phạm HUFLIT, đó chính là động lực để trường Đại học Ngoại ngữ - Tin học phát huy hơn nữa truyền thống cùng những giá trị cốt lõi tốt đẹp của Nhà trường, tiếp tục trở thành người bạn đồng hành đáng tin cậy của sinh viên trên con đường chinh phục tri thức.

## Thông tin sai sự thật đồn thổi về trường
Vào tối ngày 11 tháng 1 năm 2023, trên mạng xã hội đã lan truyền thông tin sinh viên trường Đại học Ngoại ngữ – Tin học Thành phố Hồ Chí Minh (HUFLIT) trong lúc học quân sự tại Trung tâm Giáo dục quốc phòng và an ninh, Trường Quân sự Quân khu 7 thì đã có hai nữ sinh bị xâm hại tình dục. Sau đó, hai nữ sinh này được cho là đã tự tử và một người chết, một người bị liệt. Ngay sau đó, phía Trường Quân sự Quân khu 7 đã gửi công văn đến HUFLIT và xác nhận đây là thông tin sai sự thật. Trường giải thích thực chất chỉ có xảy ra tranh cãi nội bộ giữa hai sinh viên nữ và đã được can ngăn, không xảy ra hậu quả gì. Hiện tại, HUFLIT và Trường Quân sự Quân khu 7 đều đã lên tiếng xác nhận sẽ nhờ cơ quan chức năng điều tra làm rõ. Đến sáng ngày 12 tháng 1, Đại tá Nguyễn Tiến Sơn đại diện Quân khu 7 đã trả lời phỏng vấn báo Tuổi Trẻ,  "những hình ảnh, clip đang lan truyền là cắt ghép và xuyên tạc sự thật". Một trường Đại học khác là trường Đại học Công nghiệp thực phẩm Thành phố Hồ Chí Minh cũng đã bị liên lụy đánh giá 1 sao trên Google Maps do tên viết tắt của trường là HUFI gần giống với HUFLIT.
Cho đến nay, cơ quan chức năng xác nhận rằng đây là thông tin sai sự thật.